# 盧卡馬 (北卡羅萊納州)
盧卡馬（英語：Lucama）是一個位於美國北卡羅萊納州威爾遜縣的城鎮。

## 人口
根據2020年美國人口普查的數據，盧卡馬的面積為1.57平方千米，皆為陸地。當地共有人口1036人，而人口密度為每平方千米660人。